# Brahma (pollo)
Brahma è una razza gigante di pollo di origini asiatiche, che prende il nome dal distretto indiano in cui è nata. Si tratta di un pollo dalla mole possente e dal piumaggio ricco e morbido, caratterizzato inoltre dalle zampe abbondantemente ricoperte di penne. Esportata per la prima volta nel 1846 in Nord America, la razza ha riscosso in poco tempo un notevole successo in tutto l'Occidente, grazie alla sua bellezza e alla bontà delle sue carni. La Brahma ha contribuito enormemente alla creazione di molte razze nate in Europa e Nord America nel corso del XX secolo, ma oggi è principalmente una razza ornamentale e da esposizione, e viene allevata esclusivamente per fini estetici e sportivi. È una delle razze ornamentali più famose e allevate al mondo, e ne sono state create parecchie varietà di colore.

## Origini
Sebbene sia certo che la razza sia nata in Asia, le sue origini rimangono piuttosto controverse. Indubbiamente è giunta per la prima volta in America nel 1846, partendo dal porto di Lukipoor, alle foci del fiume Brahmaputra, nel Bengala Orientale. La razza sarebbe nata in India, e più precisamente nel distretto di Brahama Pootra, nella località di Grey Chittagong; tuttavia alcuni autori sostengono sia nata in Cina. Comunque diversi studi hanno portato alla convinzione che la Brahma sia nata dall'incrocio tra la Croad Langscan e la Combattente Malese, una nota razza combattente orientale; anche per le somiglianze che ha con queste ultime.
Una volta arrivati in America, vari nomi furono affibbiati alla razza in omaggio al luogo d'origine: Chittagong, Brahama Pootra, e infine semplicemente Brahma. Nel 1853 G. F. Burnham di Boston inviò alla Regina Vittoria, come omaggio, un gruppo di polli, che divennero i primi Brahma a toccare suolo britannico. Nello stesso anno questi volatili arrivarono anche in Francia e da lì, grazie al Console Geisse, anche in Germania, a Norimberga.
Grazie alla bellezza del suo piumaggio, alle dimensioni notevoli, superiori a tutti polli fino a quel momento allevati in Europa e America, ma anche grazie alla finezza delle sue carni, entusiasmò velocemente moltissimi allevatori, che la resero oggetto di allevamento, selezione e incroci con altri polli. Secondo alcuni autori questo intenso lavoro di selezione avrebbe portato alla nascita di due razze ben distinte: la Brahma e la Cocincina, che in origine avrebbero avuto tratti in comune. Alcuni infatti sostengono che inizialmente la Brahma avesse la cresta semplice. In ogni caso gli incroci operati con altre razze hanno portato la Brahma allo stato attuale, che però è ben diverso da quello originale (sorte simile a quella della Cocincina).

## Caratteristiche morfologiche
La Brahma appartiene alla categoria delle razze asiatiche, e come tale presenta una costituzione grossa e imponente, integrata da un piumaggio abbondante e morbido.
- Testa: piccola rispetto al corpo, arrotondata e leggermente sporgente in corrispondenza degli occhi.
- Cresta: a pisello, piccola e priva di appendice digitiforme finale, composta da tre bassi rilievi longitudinale visibili soprattutto nel gallo.
- Occhi: larghi, rotondi, infossati e dotati di un sopracciglio marcato e sporgente. Colore rosso brillante.
- Orecchioni: rossi, ben sviluppati ed allungati.
- Becco: piuttosto corto e forte.
- Faccia: rossa, con poche piumatte, è  presente una giogaia tra i bargigli.
- Collo: lungo, arcuato e dotato di una ricca mantellina che ricade sulle spalle.
- Addome: largo, profondo, pieno e rotondo.
- Dorso: lungo, piatto in corrispondenza delle spalle e largo; nel gallo forma una leggera concavità dal collo alla coda.
- Ali: piccole rispetto al corpo, portate raccolte orizzontalmente e in parte coperte dall'abbondante piumaggio.
- Coda: corta e larga, portata in alto in entrambi i sessi, soprattutto nel gallo, nel quale le falciformi e le copritrici sono corte e coprono interamente la coda.
- Zampe: di media lunghezza, robuste. Ricoperte dalle cosce fino alle dita dei piedi dalle penne in maniera abbondante. Tarsi gialli.
- Peso: 4,500-5,000 kg per i galli e 3,500-4,500 per le galline.
- Altezza: si sono registrati casi di Brahma arrivati a circa 80 cm.
- Pelle: gialla.

## Colorazioni
La razza è stata selezionata in diverse varietà di colore, che spesso variano da Paese a Paese. Le più famose sono la argento columbia e la perniciata argento a maglie nere, definite rispettivamente in inglese light e dark (o "inversa"). Da queste due varietà sono state create molte varianti: argento columbia blu, fulva columbia, fulva columbia blu, perniciata maglie nere, perniciata maglie blu. Altre varietà sono la bianca, la nera, la blu e la sparviero.

## Qualità
La Brahma ha riscosso molto successo come pollo ornamentale perché è molto rustica, perciò si adatta a diverse condizioni climatiche e ambientali. Inoltre ha un carattere fiducioso e affettuoso, per cui può diventare un perfetto animale da compagnia. Sono polli abbastanza inetti al volo, perciò i trespoli su cui si appollaieranno la notte devono essere posti in basso nel pollaio, e il recinto esterno può essere alto anche solo 50 centimetri. Sono animali tranquilli e pacifici, per cui possono essere lasciati liberi nel giardino. Gli spazi di cui hanno bisogno sono ampi solo a causa della loro mole gigante, altrimenti non necessitano di spazi aperti in cui correre e scorrazzare liberamente. L'harem del gallo è costituito da poche femmine, viste le sue dimensioni, le quali diventano chiocce affidabilissime, anche se la loro produzione di uova è relativamente bassa. Le uova sono piccole, a dispetto della loro mole, e di colore bruno, ma le galline depongono anche in inverno.
L'impennamento e la crescita di questi polli è molto lento, come in tutte le grandi razze asiatiche, e l'età adulta viene raggiunta da un gallo ad un anno e mezzo di vita. Di contro, la loro vita è molto breve, e solitamente non supera i cinque anni di vita. Gli allevatori dovranno incubare le uova almeno un anno prima se vorranno esporre nelle mostre i loro esemplari in un aspetto ottimale.

## Galleria d'immagini

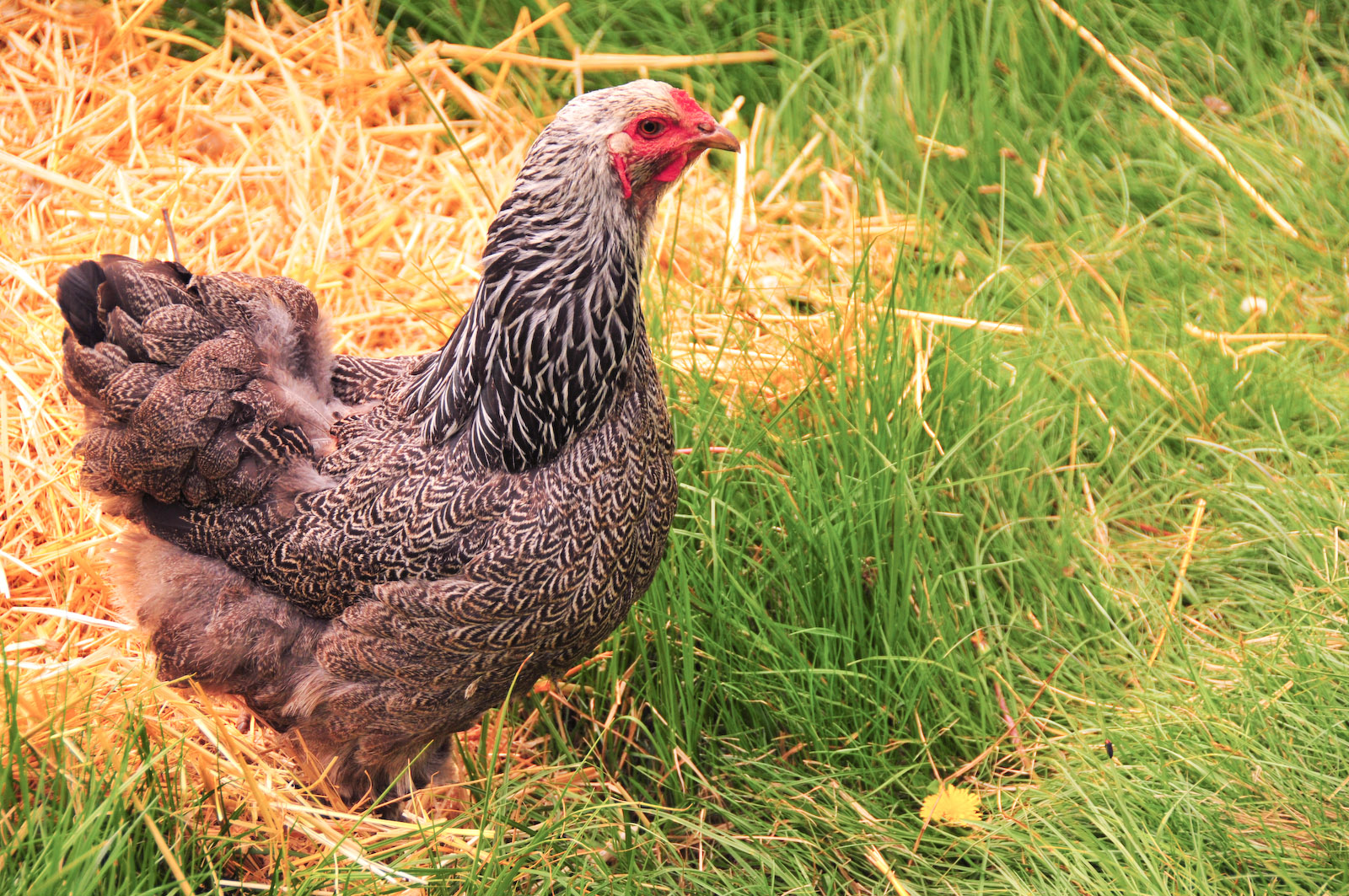
Gallina nella varietà perniciata argento.
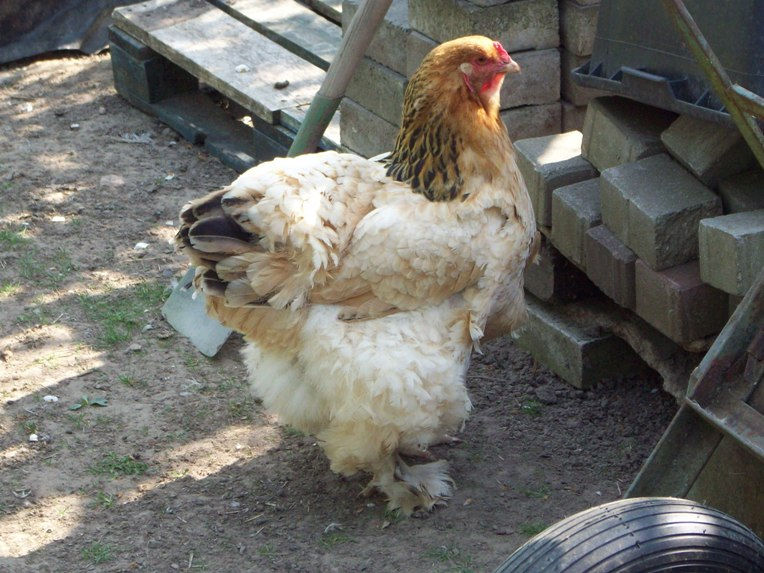
Gallina nella varietà fulva columbia.
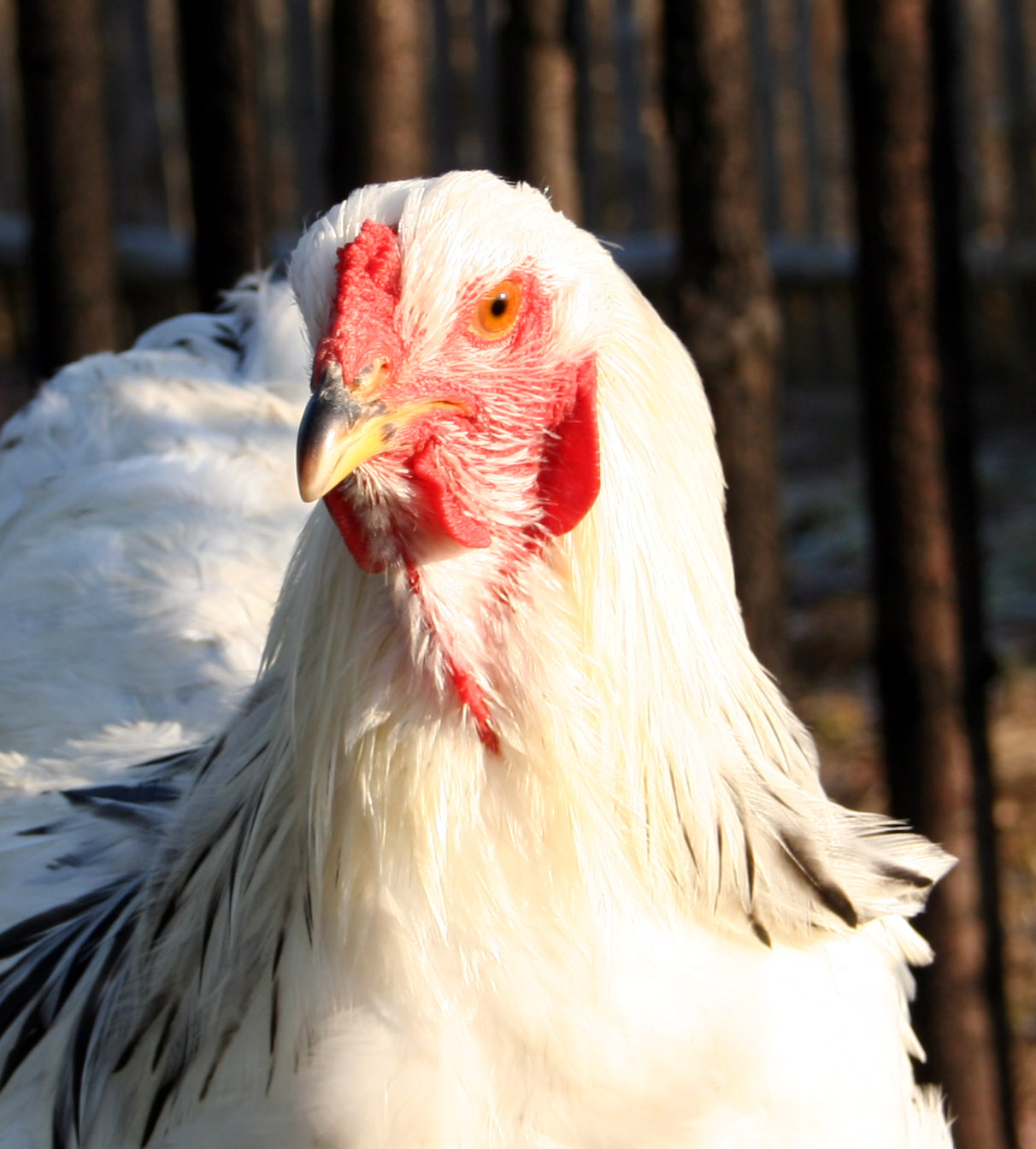
Primo piano della testa di un gallo bianco columbia.
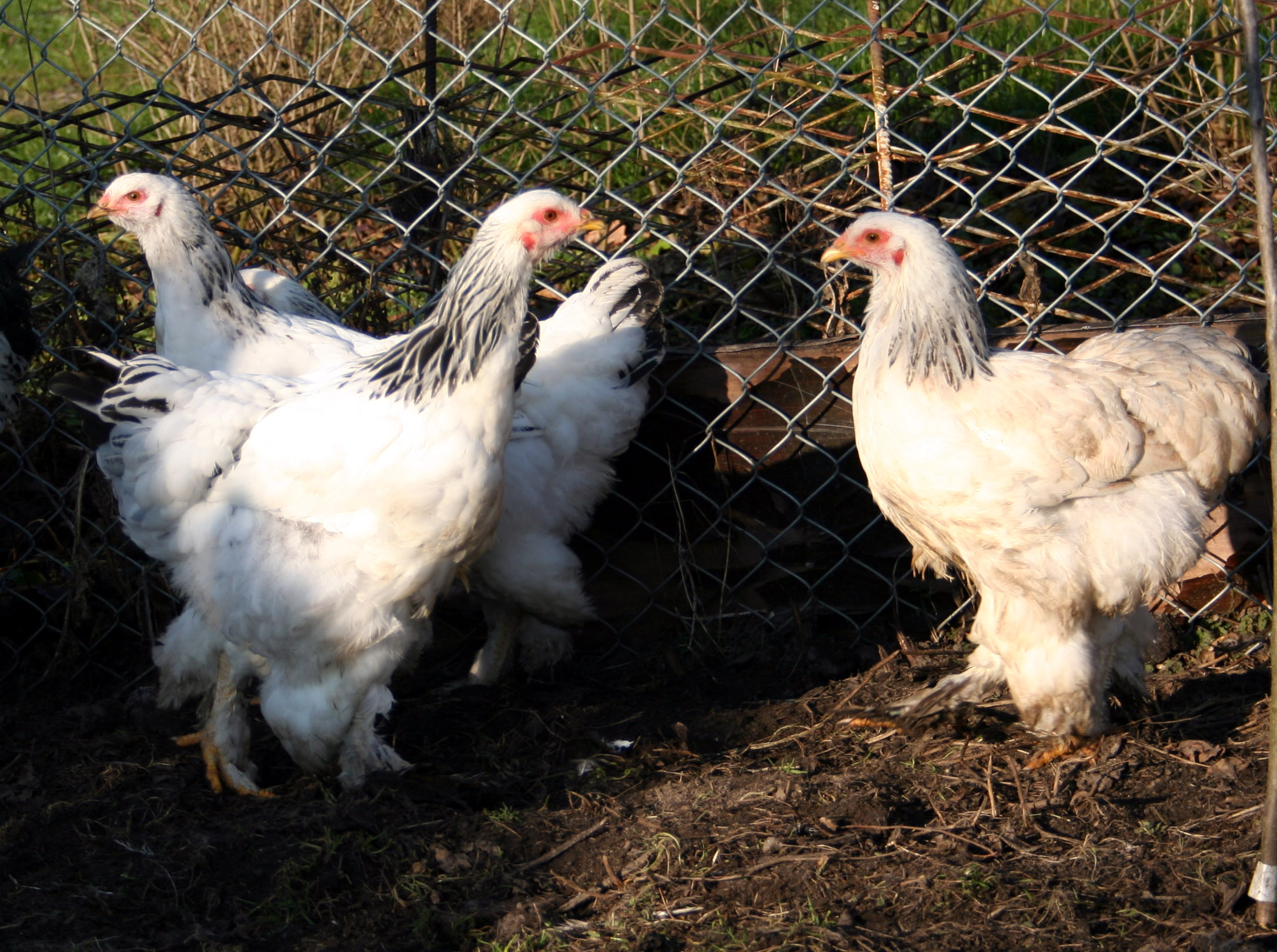
Pollastre nella varietà bianca columbia.
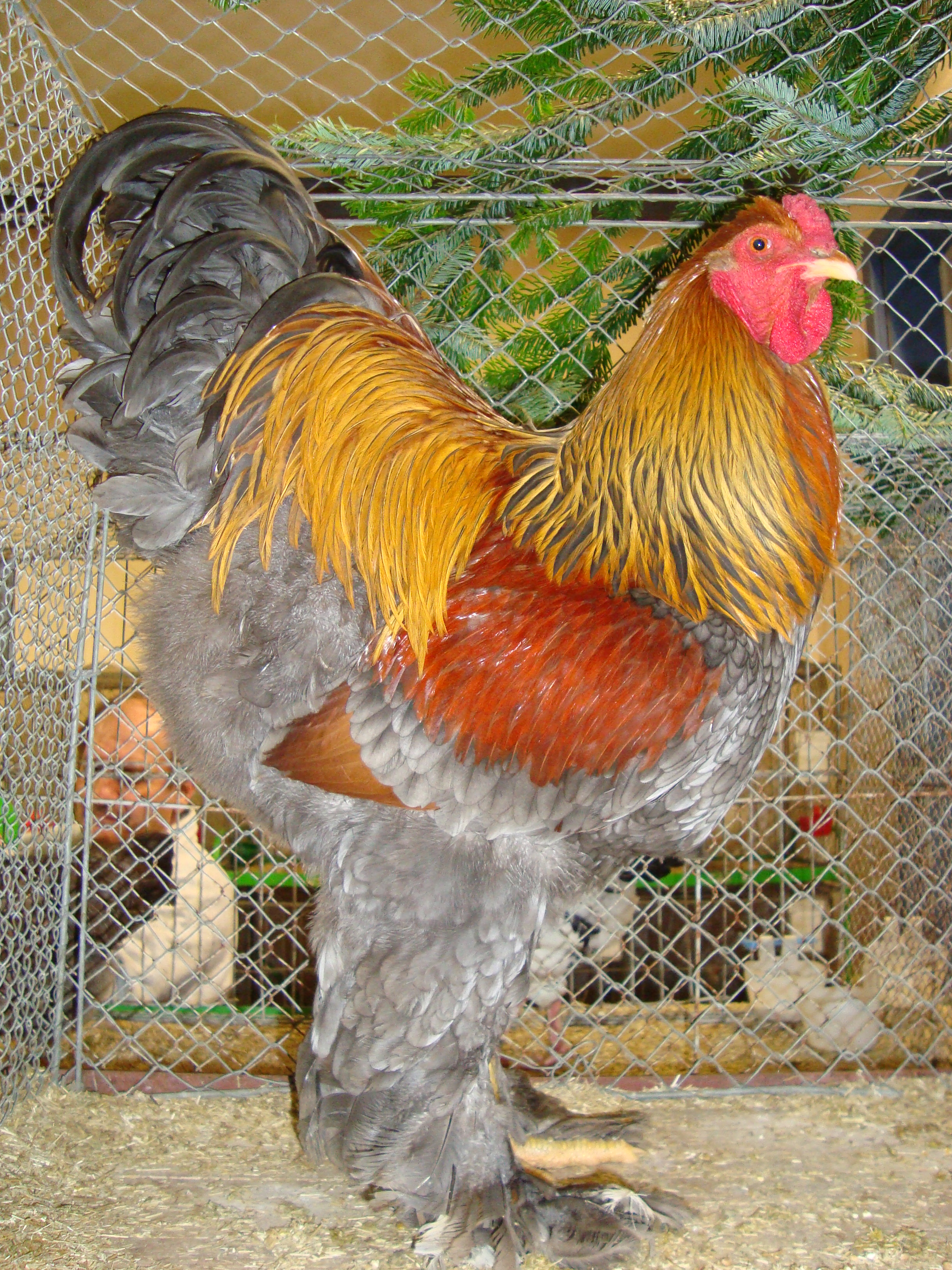
Gallo Perniciato a maglie blu.